# ゴールデンジョッキーカップ
ゴールデンジョッキーカップは、園田競馬場で開催されている競馬の騎手招待競走である。
副賞は、地方競馬全国協会理事長賞、全国公営競馬主催者協議会会長賞、関西スポーツ5社賞、兵庫県馬事畜産振興協議会会長賞、(一社)兵庫県馬主協会会長賞、兵庫県競馬組合管理者賞。

## 概要
中央競馬・地方競馬を問わず通算2000勝以上している騎手を対象にした騎手招待競走となっている。当初は1競走のみだったが2000年以降は「ファイティングジョッキー賞」「エキサイティングジョッキー賞」「チャンピオンジョッキー賞」の3競走を行い、対象競走でのポイント合計で総合順位を決定している。2010年は「ファイティングジョッキー賞」「エキサイティングジョッキー賞」の2競走での開催となった。
第1回は1988年に開催。1990年は2月と9月に開催した。それ以後は開催時期が流動的だった。1995年9月に田中道夫が引退したことにより地元兵庫県競馬組合所属騎手で2000勝以上達成の騎手がいなくなったため1996年から1998年までは一時休止となったが、1998年に平松徳彦・小牧太が2000勝を達成したため1999年から再開されている。
2020年及び2021年は新型コロナウイルス感染拡大の影響により開催中止となった。
優勝賞金は100万円（2018年時点）。

## 優勝騎手
| 回数   | 施行日         | 優勝騎手   | 所属 |
| ------ | -------------- | ---------- | ---- |
| 第1回  | 1988年9月14日  | 佐々木竹見 | 川崎 |
| 第2回  | 1990年2月13日  | 加藤和宏   | 高崎 |
| 第3回  | 1990年9月20日  | 高橋三郎   | 大井 |
| 第4回  | 1992年2月18日  | 有馬澄男   | 中津 |
| 第5回  | 1993年2月18日  | 石崎隆之   | 船橋 |
| 第6回  | 1994年2月10日  | 田中道夫   | 兵庫 |
| 第7回  | 1995年9月19日  | 岡部幸雄   | JRA  |
| 第8回  | 1999年6月17日  | 岡部幸雄   | JRA  |
| 第9回  | 2000年9月7日   | 内田利雄   | 栃木 |
| 第10回 | 2001年9月6日   | 的場文男   | 大井 |
| 第11回 | 2002年9月5日   | 川原正一   | 笠松 |
| 第12回 | 2003年7月31日  | 内田利雄   | 栃木 |
| 第13回 | 2004年6月24日  | 菅原勲     | 岩手 |
| 第14回 | 2006年2月9日   | 内田博幸   | 大井 |
| 第15回 | 2007年2月14日  | 吉田稔     | 愛知 |
| 第16回 | 2008年2月14日  | 川原正一   | 兵庫 |
| 第17回 | 2009年2月19日  | 内田利雄   | 浦和 |
| 第18回 | 2010年2月18日  | 岩田康誠   | JRA  |
| 第19回 | 2011年2月22日  | 中西達也   | 高知 |
| 第20回 | 2011年12月15日 | 横山典弘   | JRA  |
| 第21回 | 2012年12月13日 | 田中学     | 兵庫 |
| 第22回 | 2013年12月12日 | 戸崎圭太   | JRA  |
| 第23回 | 2014年12月11日 | 山口勲     | 佐賀 |
| 第24回 | 2015年12月15日 | 岩田康誠   | JRA  |
| 第25回 | 2016年9月7日   | 田中学     | 兵庫 |
| 第26回 | 2017年9月7日   | 田中学     | 兵庫 |
| 第27回 | 2018年9月12日  | 山口勲     | 佐賀 |
| 第28回 | 2019年9月4日   | 村上忍     | 岩手 |
| 第29回 | 2022年9月7日   | 森泰斗     | 船橋 |
| 第30回 | 2023年9月14日  | 武豊       | JRA  |
| 第31回 | 2024年9月19日  | 武豊       | JRA  |

1回から23回までの出典：

## エピソード
- 2002年はゴールデンジョッキーカップが9月5日に行われることになり、7月31日までに2000勝している騎手に出場資格が与えられるとされていた。当落線上にいた岩田康誠の2000勝達成は8月1日にずれこみ一時は出場が危ぶまれたが、特例として出場がかなった。その岩田は兵庫県競馬所属時代には優勝できなかったが、JRAに移籍後の2010年に初優勝を果たした。
- 2012年の第21回のゴールデンジョッキーカップのチャンピオンジョッキー賞で、非常に珍しい3頭（カシノエベレスト 岩田康誠騎乗、ニホンピロリッチ 内田博幸騎乗、ラッキーサンライズ 蛯名正義騎乗）が3着同着になった。3頭が同一順位に入線するのは中央を含めても稀[8][9]。